# Шиппаган
Шиппаган (англ. Shippagan) — містечко в Канаді, у провінції Нью-Брансвік, у складі графства Глостер.

## Населення
За даними перепису 2016 року, містечко нараховувало 2580 осіб, показавши скорочення на 1,9%, порівняно з 2011-м роком. Середня густина населення становила 257,6 осіб/км².
З офіційних мов обидвома одночасно володіли 1 095 жителів, тільки англійською — 20, тільки французькою — 1 415. Усього 35 осіб вважали рідною мовою не одну з офіційних.
Працездатне населення становило 54,9% усього населення, рівень безробіття — 12,4% (12% серед чоловіків та 11,8% серед жінок). 89,8% осіб були найманими працівниками, а 9,7% — самозайнятими.
Середній дохід на особу становив $41 083 (медіана $28 672), при цьому для чоловіків — $55 077, а для жінок $28 736 (медіани — $34 027 та $25 050 відповідно).
23,6% мешканців мали закінчену шкільну освіту, не мали закінченої шкільної освіти — 27,3%, 49,1% мали післяшкільну освіту, з яких 42,6% мали диплом бакалавра, або вищий.
| Статево-вікова структура населення | Статево-вікова структура населення | Статево-вікова структура населення | Статево-вікова структура населення | Статево-вікова структура населення |
| ---------------------------------- | ---------------------------------- | ---------------------------------- | ---------------------------------- | ---------------------------------- |
|                                    |                                    |                                    |                                    |                                    |
| Всього                             | Всього                             | 46,3%53,7%                         |                                    |                                    |
| 0 — 14 років                       | 0 — 14 років                       |                                    | 13,5%                              | 13,5%                              |
| 15 — 64 років                      | 15 — 64 років                      |                                    | 61,9%                              | 61,9%                              |
| 65 і більше                        | 65 і більше                        |                                    | 24,6%                              | 24,6%                              |
| 85 і більше                        | 85 і більше                        |                                    | 4,3%                               | 4,3%                               |
| 100 і більше                       | 100 і більше                       |                                    | 0,4%                               | 0,4%                               |
| Середній вік (років)               | Середній вік (років)               | 45,547,6                           | 46,6                               | 46,6                               |
| Медіана (років)                    | Медіана (років)                    | 49,351,3                           | 50,2                               | 50,2                               |
| — чоловіки — жінки                 |                                    |                                    |                                    |                                    |

| Походження мешканців:     | Походження мешканців:     | Походження мешканців: | Походження мешканців: | Походження мешканців: |
| ------------------------- | ------------------------- | --------------------- | --------------------- | --------------------- |
| Походження                |                           |                       | осіб                  | %                     |
| Корінні американці        | Корінні американці        |                       | 105                   | 4.38%                 |
| Інше північноамериканське | Інше північноамериканське |                       | 2 025                 | 84.55%                |
| Європейське               | Європейське               |                       | 700                   | 29.23%                |
| британське                | британське                |                       | 215                   | 8.98%                 |
| французьке                | французьке                |                       | 555                   | 23.17%                |
| Африканське               | Африканське               |                       | 25                    | 1.04%                 |
| Азійське                  | Азійське                  |                       | 15                    | 0.63%                 |

| Зайнятість населення за галузями (за класифікацією NOC): | Зайнятість населення за галузями (за класифікацією NOC): | Зайнятість населення за галузями (за класифікацією NOC): | Зайнятість населення за галузями (за класифікацією NOC): | Зайнятість населення за галузями (за класифікацією NOC): |
| -------------------------------------------------------- | -------------------------------------------------------- | -------------------------------------------------------- | -------------------------------------------------------- | -------------------------------------------------------- |
|                                                          |                                                          |                                                          |                                                          |                                                          |
| Управління                                               | Управління                                               |                                                          | 9,3%                                                     | 9,3%                                                     |
| Бізнес, фінанси та адміністрування                       | Бізнес, фінанси та адміністрування                       |                                                          | 9,8%                                                     | 9,8%                                                     |
| Природничі та прикладні науки                            | Природничі та прикладні науки                            |                                                          | 6,7%                                                     | 6,7%                                                     |
| Охорона здоров'я                                         | Охорона здоров'я                                         |                                                          | 7,6%                                                     | 7,6%                                                     |
| Освіта, правозахист, муніципальні та урядові служби      | Освіта, правозахист, муніципальні та урядові служби      |                                                          | 11,6%                                                    | 11,6%                                                    |
| Мистецтво, культура, відпочинок та спорт                 | Мистецтво, культура, відпочинок та спорт                 |                                                          | 0,9%                                                     | 0,9%                                                     |
| Роздрібна торгівля та послуги                            | Роздрібна торгівля та послуги                            |                                                          | 22,2%                                                    | 22,2%                                                    |
| Гуртова торгівля, транспорт та обладнання                | Гуртова торгівля, транспорт та обладнання                |                                                          | 13,8%                                                    | 13,8%                                                    |
| Природні ресурси, сільське господарство                  | Природні ресурси, сільське господарство                  |                                                          | 8,4%                                                     | 8,4%                                                     |
| Виробництво                                              | Виробництво                                              |                                                          | 9,3%                                                     | 9,3%                                                     |

## Клімат
Середня річна температура становить 4,4°C, середня максимальна – 21,8°C, а середня мінімальна – -15,4°C. Середня річна кількість опадів – 1 096 мм.
| Клімат поселення                              | Клімат поселення | Клімат поселення | Клімат поселення | Клімат поселення | Клімат поселення | Клімат поселення | Клімат поселення | Клімат поселення | Клімат поселення | Клімат поселення | Клімат поселення | Клімат поселення | Клімат поселення |
| Показник                                      | Січ.             | Лют.             | Бер.             | Квіт.            | Трав.            | Черв.            | Лип.             | Серп.            | Вер.             | Жовт.            | Лист.            | Груд.            |                  |
| Середній максимум, °C                         | −4,62            | −4,52            | 0,94             | 6,90             | 13,66            | 19,65            | 21,75            | 21,53            | 16,16            | 10,30            | 4,42             | −2,24            |                  |
| Середня температура, °C                       | −10,01           | −9,9             | −4,47            | 1,49             | 8,27             | 14,25            | 18,55            | 18,32            | 12,97            | 7,12             | 1,22             | −5,44            |                  |
| Середній мінімум, °C                          | −15,42           | −15,31           | −9,85            | −3,9             | 2,86             | 8,86             | 15,34            | 15,12            | 9,76             | 3,89             | −1,98            | −8,66            |                  |
| Норма опадів, мм                              | 100              | 78               | 89               | 84               | 86               | 78               | 86               | 99               | 74               | 108              | 104              | 110              |                  |
| Середньомісячна швидкість вітру, м/с          | 5.08             | 4.80             | 4.78             | 4.50             | 4.20             | 3.83             | 3.50             | 3.58             | 3.93             | 4.49             | 4.77             | 5.17             |                  |
| Середньомісячна сонячна радіація, кДж/м²·день | 4790             | 8397             | 12378            | 15539            | 18439            | 20295            | 19737            | 17312            | 12681            | 7775             | 4589             | 3567             |                  |
| --------------------------------------------- | ---------------- | ---------------- | ---------------- | ---------------- | ---------------- | ---------------- | ---------------- | ---------------- | ---------------- | ---------------- | ---------------- | ---------------- | ---------------- |
| Джерело:                                      |                  |                  |                  |                  |                  |                  |                  |                  |                  |                  |                  |                  |                  |